# Iniistius
Iniistius ist eine Gattung aus der Familie der Lippfische (Labridae). Die über 20 Arten der Gattung kommen im Roten Meer und im tropischen Indopazifik vor.

## Merkmale
Iniistius-Arten haben eine stark abgeflachten, zunächst langgestreckten Körper, der mit zunehmendem Alter aber immer höher wird. Dabei wird das Kopfprofil auch immer steiler. Die Körperlänge ist 2,3 bis 3,3 mal in der Körperhöhe enthalten. Der Rumpf ist mit kleinen, aber fest sitzenden Rundschuppen bedeckt. Auf der Brust sind die Schuppen nur halb so groß wie die auf den Körperseiten. Abgesehen von einigen Schuppen hinter den Augen ist der Kopf unbeschuppt. Die Basen von Rücken- und Afterflosse sind unbeschuppt. Der Anfang der Rückenflosse liegt vor oder über dem oberen Ende der Kiemenspalte. Ihre ersten zwei Strahlen sind flexibel und durch eine breite Lücke vom Rest der Flosse getrennt. Die Schwanzflosse ist kurz etwas abgerundet oder leicht eingebuchtet. Die Kiemenrechen sind kurz. Das Maul ist klein bis mittelgroß und steht horizontal oder leicht schräg. An der Spitze von Ober- und Unterkiefer befindet sich je ein Paar langer, gebogener Fangzähne. Beide Zahnpaare sind bei geschlossenem Maul noch sichtbar. Die unteren greifen dann hinten in die oberen. An den Kieferseiten liegen zwei Zahnreihen, eine äußere mit kleinen konischen Zähnen und eine innere mit kleinen knotigen Zähnen. Fangzähne am Mundwinkel, wie sie bei einigen anderen Lippfischgattungen vorhanden sind, fehlen den Iniistius-Arten.
Morphometrie

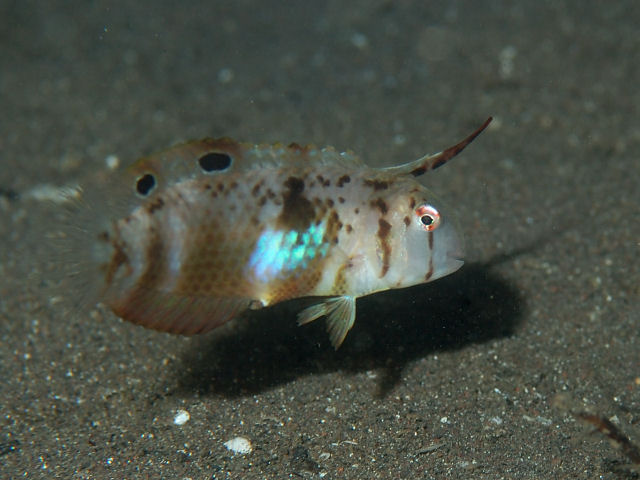
Iniistius dea, Jungfisch

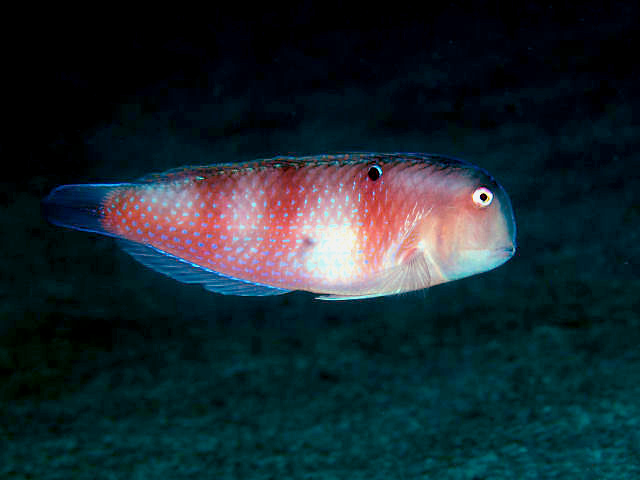
Iniistius dea, adultes Exemplar

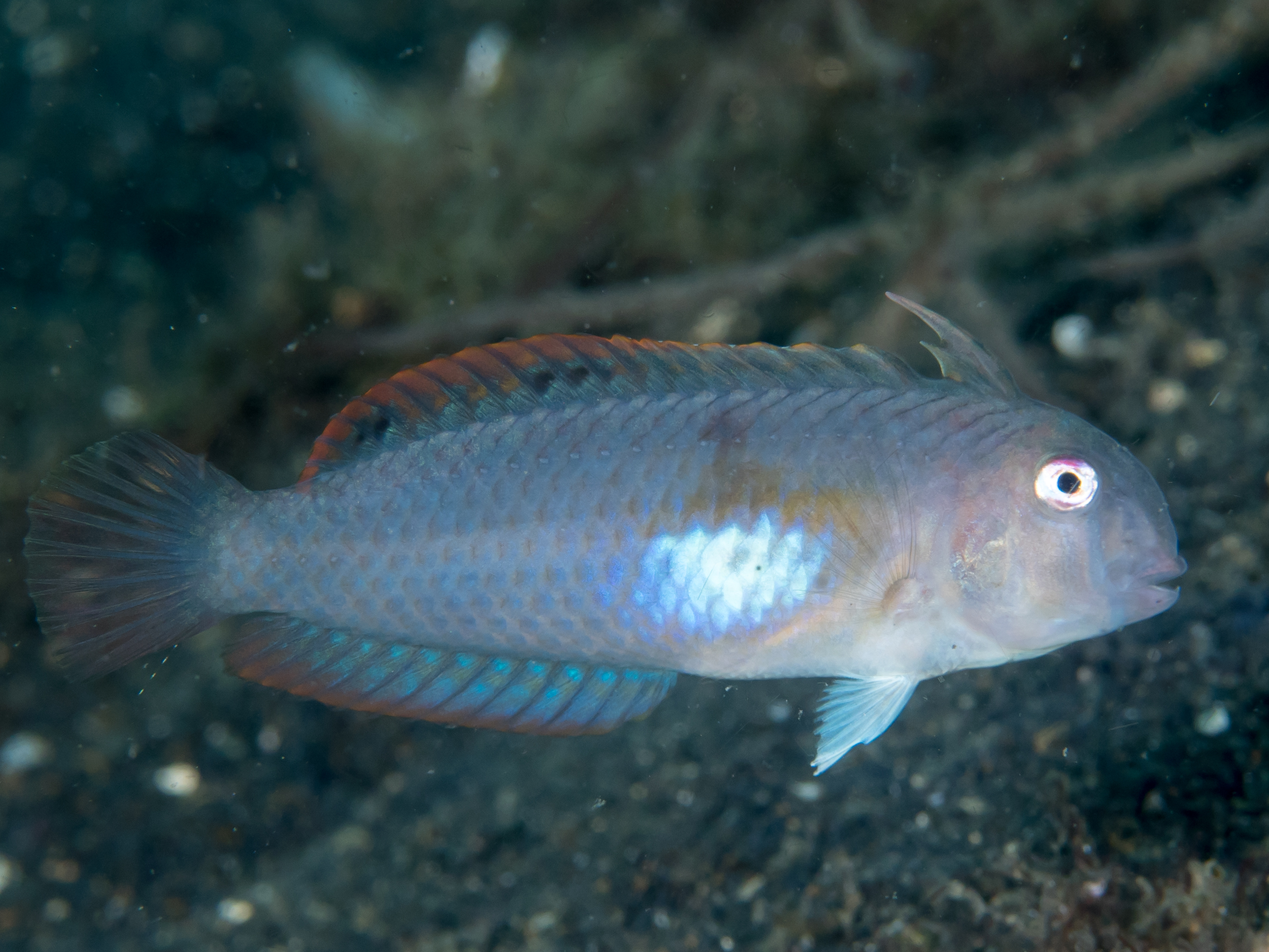
Iniistius melanopus

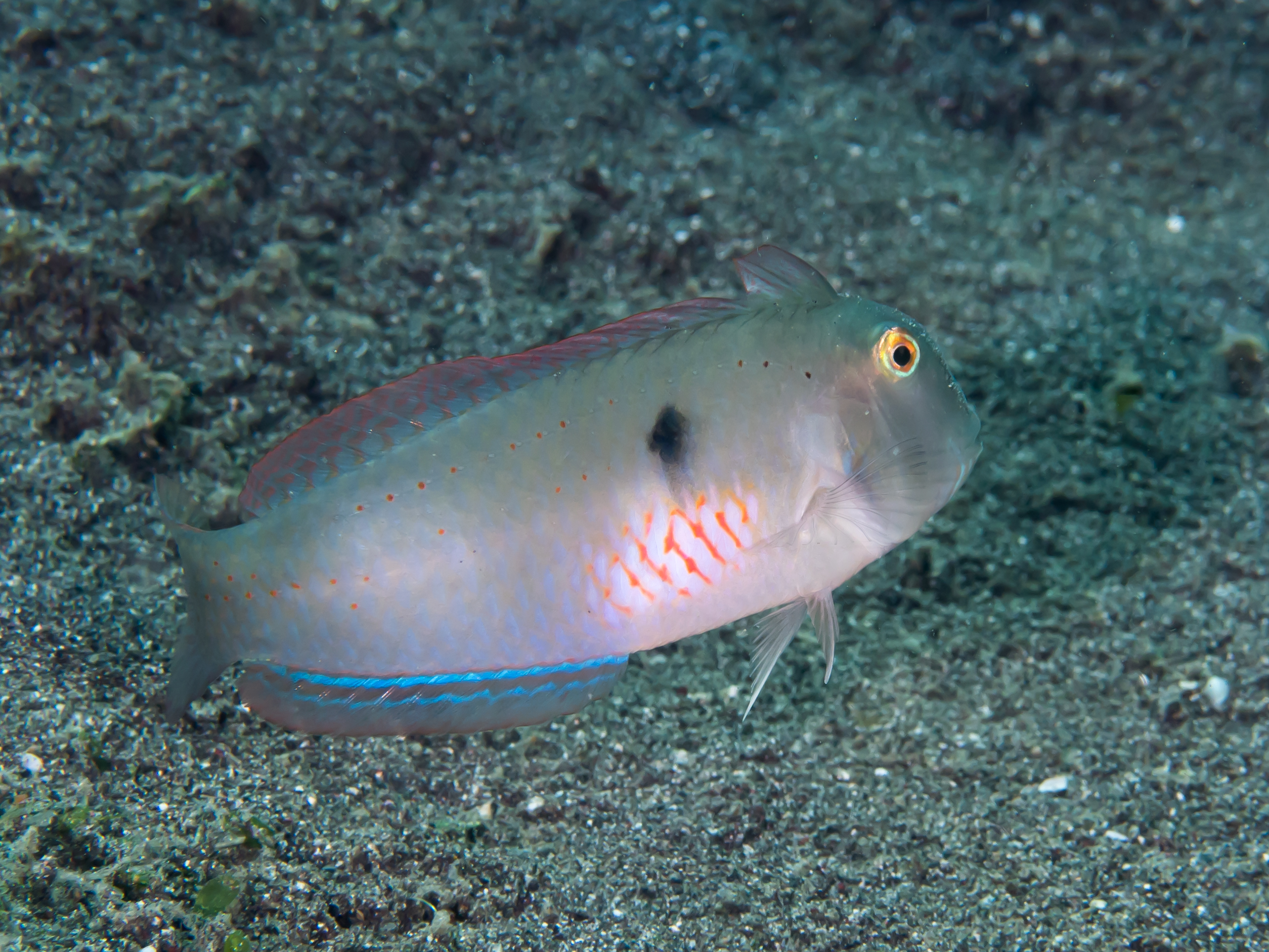
Iniistius pentadactylus

- Flossenformel: Dorsale IX/12; Anale III/12; Pectorale 12, Ventrale I/5, Caudale 12.
- Schuppenformel: SL 19–22/4–6.
- Kiemenrechen: 15–25.
- Branchiostegalstrahlen: 5.
- Wirbel: 25.

Der Schädel ist bei adulten Iniistius deutlich höher als bei ausgewachsenen Exemplaren der nah verwandten Gattung Xyrichtys. Das Gaumenbein überlappt das Ectopterygoid bei Iniistius, während beide Knochen bei Xyrichtys getrennt sind. Die Rückenflosse beginnt bei Iniistius etwa einen halben Durchmesser der Orbita hinter dem Auge, bei Xyrichtys beginnt sie einen ganzen Durchmesser der Orbita hinter dem Auge. Der Abstand zwischen dem zweiten und dem dritten Flossenstrahl der Rückenflosse ist bei Iniistius deutlich größer als bei Xyrichtys. In diesem Raum befinden sich bei Iniistius keine Pterygophoren, zwei jedoch bei Xyrichtys.

## Arten
Zur Gattung Iniistius gehören über 20 Arten:
- Iniistius aneitensis  (Günther, 1862)
- Iniistius auropunctatus Randall, Earle & Robertson, 2002
- Iniistius baldwini (Jordan & Evermann, 1903)
- Iniistius bimaculatus Rüppell, 1829
- Iniistius brevipinnis Randall, 2013
- Iniistius celebicus (Bleeker, 1856)
- Iniistius cyanifrons Valenciennes, 1840
- Iniistius dea Temminck & Schlegel, 1845
- Iniistius evides (Jordan & Richardson, 1909)
- Iniistius geisha (Araga & Yoshino, 1986)
- Iniistius griffithsi Randall, 2007
- Iniistius jacksonensis (Ramsay, 1881)
- Iniistius melanopus (Bleeker, 1857)
- Iniistius naevus Allen & Erdmann, 2012
- Iniistius pavo Valenciennes, 1840
- Iniistius pentadactylus (Linnaeus, 1758)
- Iniistius spilonotus (Bleeker, 1857)
- Iniistius trivittatus Randall & Cornish, 2000
- Iniistius twistii (Bleeker, 1856)
- Iniistius umbrilatus (Jenkins, 1901)
- Iniistius verrens (Jordan & Evermann, 1902)